# Hoard (Film)
Hoard (engl. für „Schatz“ oder „Anhäufen“) ist ein Filmdrama von Luna Carmoon. Der Coming-of-Age-Film mit Saura Lightfoot-Leon, Hayley Squires, Joseph Quinn und Lily-Beau Leach erzählt die Geschichte einer jungen Frau, die sich im Laufe der Jahre ihrem Kindheitstrauma stellen muss. Hoard feierte Anfang September 2023 bei den Internationalen Filmfestspielen in Venedig seine Premiere und kam Mitte Mai 2024 in die Kinos im Vereinigten Königreich.

## Handlung
In den 1980er Jahren. Maria lebt mit ihrer liebevollen Mutter Cynthia in einem Haus voller Gerümpel, denn diese ist ein Messie. Manches davon ist nur Plunder, manches aber wirklich nicht gut für die Gesundheit eines Kindes. In der Schule gehört Maria nicht dazu. Als sie nach einem Unfall zu Hause in eine Pflegefamilie in South East London kommt, wird Michelle ihre Ersatzmutter. 
Zehn Jahre später besucht Michael die Pflegefamilie, in der er früher selbst lebte. Er frischt mit Maria die Erinnerungen an ihre Kindheit auf.

## Produktion

### Filmstab, Besetzung und Dreharbeiten

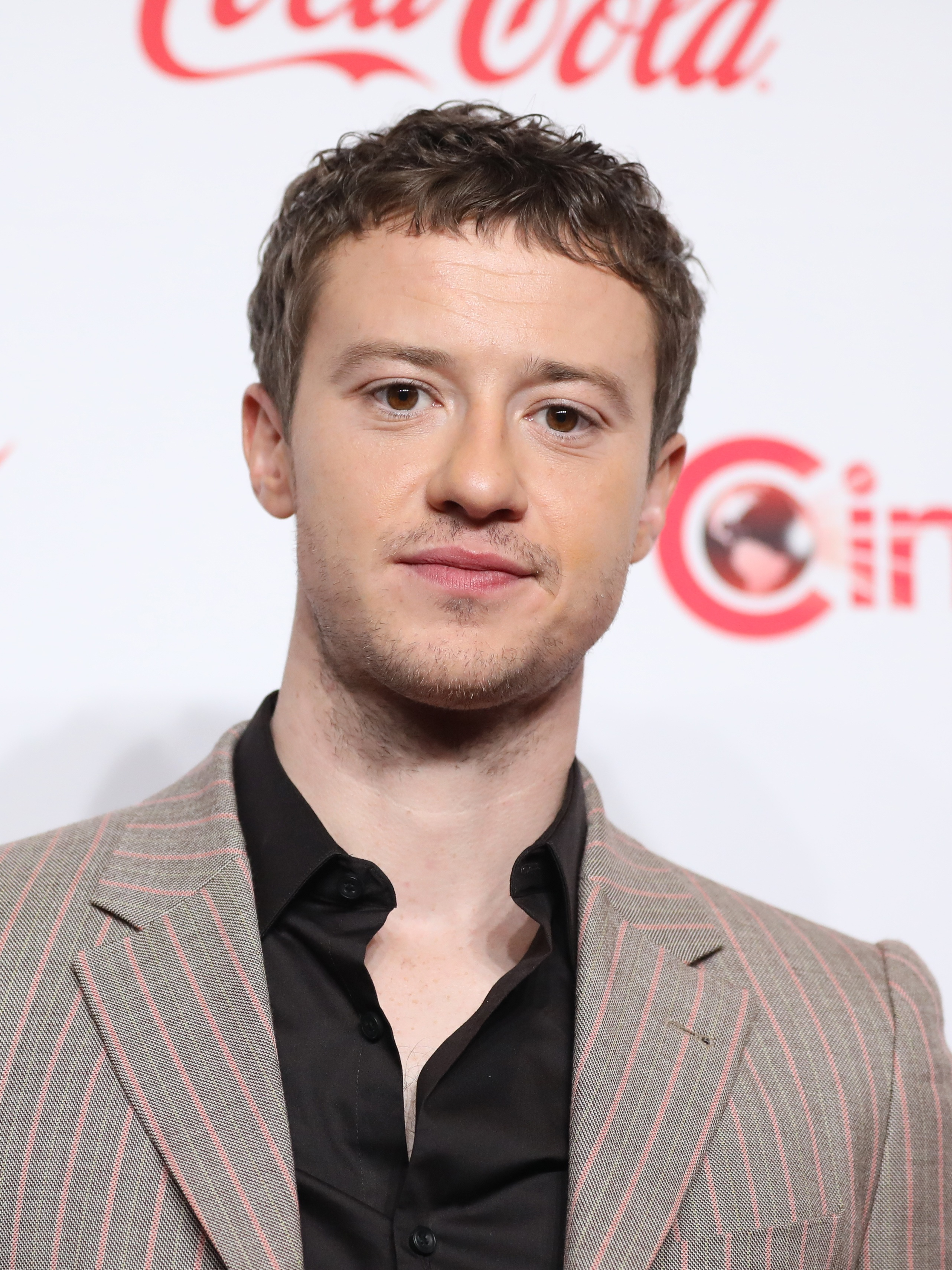
Joseph Quinn spielt Michelles früheren Pflegesohn Michael

Es handelt sich bei Hoard um das Regiedebüt der Britin Luna Carmoon, die auch das Drehbuch schrieb. Sie stammt aus dem Südosten Londons und arbeitete autodidaktisch. Carmoons erster Kurzfilm war Nosebleed.
Lily-Beau Leach spielt die junge Maria in den 1980er Jahren und Saura Lightfoot-Leon diese zehn Jahre später. Hayley Squires ist in der Rolle ihrer Mutter Cynthia zu sehen. Samantha Spiro spielt Marias Pflegemutter Michelle und Joseph Quinn, vor allem bekannt aus der Netflix-Serie Stranger Things, deren früheren Pflegesohn Michael. In weiteren Rollen sind Deba Hekmat als Marias beste Freundin Laraib und Cathy Tyson zu sehen.
Die Dreharbeiten fanden in South East London statt, wo Carmoon geboren wurde und aufwuchs, und wurden im Mai 2022 beendet. Kamerafrau Nanu Segal war zuletzt für die Filme The Bike Thief von Matt Chambers, Emily von Frances O’Connor und Scoop – Ein royales Interview von Philip Martin tätig.

### Filmmusik und Veröffentlichung
Filmkomponist Jim Williams arbeitete in der Vergangenheit für Filme wie Beast von Michael Pearce, Titane von Julia Ducournau und Resurrection von Andrew Semans.
Die Weltpremiere fand am 1. September 2023 bei den Internationalen Filmfestspielen in Venedig statt, wo der Film in der internationalen Kritikerwoche gezeigt wurde. Im Oktober 2023 wurde der Film beim London Film Festival und beim Valladolid International Film Festival vorgestellt. Am 17. Mai 2024 kam der Film in die Kinos im Vereinigten Königreich. Ende Juni, Anfang Juli 2024 wurde Hoard beim Filmfest München gezeigt. Die Vertriebsrechte für die USA und Kanada sicherte sich Sunrise Films.

## Rezeption

### Kritiken
Der Film konnte 94 Prozent der bei Rotten Tomatoes aufgeführten Kritiker überzeugen bei einer durchschnittlichen Bewertung mit 7,2 von 10 möglichen Punkten.

### Auszeichnungen
British Academy Film Awards 2025
- Nominierung für die Beste Nachwuchsleistung (Luna Carmoon)[11]

British Independent Film Awards 2024
- Nominierung für den The Douglas Hickox Award (Luna Carmoon)
- Nominierung als Beste Nebendarstellerin (Hayley Squires)
- Nominierung als Beste Hauptdarsteller (gemeinsam Joseph Quinn und Saura Lightfoot-Leon)
- Nominierung als Beste Nachwuchsdarstellerin (Saura Lightfoot-Leon)
- Nominierung für das Beste Casting (Heater Basten)
- Nominierung für das Beste Szenenbild (Bobbie Cousins)[12]

Europäischer Filmpreis 2024
- Nominierung als Bester Nachwuchsfilm

Filmfest München 2024
- Nominierung im Wettbewerb CineVision
- Auszeichnung mit dem Young Jury Award[1][13]

Internationale Filmfestspiele von Venedig 2023
- Lobende Erwähnung beim Grand Prize der internationalen Kritikerwoche (Saura Lightfoot-Leon)
- Auszeichnung mit dem Film Club Audience Award
- Auszeichnung mit dem Verona Film Club Award
- Auszeichnung für die Beste Regie und das beste Drehbuch mit dem Authors Under 40 Award (Luna Carmoon)[14]

London Critics’ Circle Film Awards 2025
- Nominierung für den Philip French Award[15]

Vilnius International Film Festival 2024
- Nominierung im Wettbewerb[16]